# Језички поремећаји
Поремећаји језика или језичка оштећења су поремећаји који укључују обраду лингвистичких информација. Проблеми који се могу појавити могу укључивати граматику (синтаксу и/или морфологију), семантику (значење) или друге аспекте језика. Ови проблеми могу бити рецептивни (који укључују оштећено разумевање језика), експресивни (који укључују производњу језика) или комбинација оба. Примери укључују специфично језичко оштећење, боље дефинисано као развојни језички поремећај, или ДЛД, и афазију, између осталог. Поремећаји језика могу утицати и на говорни и на писани језик, а могу утицати и на језик знакова; типично, сви облици језика ће бити оштећени.
Тренутни подаци показују да 7% мале деце има језички поремећај, при чему се дечацима дијагностикује двоструко чешће него девојчицама.
Прелиминарна истраживања о потенцијалним факторима ризика сугеришу да биолошке компоненте, као што су ниска порођајна тежина, недоношчад, опште компликације порођаја и мушки пол, као и породична историја и ниско образовање родитеља могу повећати шансе за развој језичких поремећаја.
За децу са фонолошким и експресивним језичким тешкоћама, постоје докази који подржавају говорну и језичку терапију. Међутим, показало се да је иста терапија много мање ефикасна код рецептивних језичких потешкоћа. Ови резултати су у складу са лошијом прогнозом за поремећаје рецептивног језика који су генерално праћени проблемима у разумевању прочитаног.
Имајте на уму да се они разликују од поремећаја говора, који укључују потешкоће са чином производње говора, али не и са језиком.
Поремећаји језика имају тенденцију да се манифестују на два различита начина: поремећаји рецептивног језика (где се не може правилно разумети језик) и поремећаји експресивног језика (где се не могу правилно пренети жељена порука).

## Рецептивни језички поремећаји
Рецептивни језички поремећаји могу бити стечени - као у случају рецептивне афазије, или развојни (најчешће ово друго). Када су у развоју, тешкоће у говорном језику обично се јављају пре треће године живота. Обично су такви поремећаји праћени поремећајима експресивног језика.
Међутим, јединствени симптоми и знаци поремећаја рецептивног језика укључују: муке да разумеју значење речи и реченица, борбу да се речи ставе у правилан ред и немогућност да се прате вербална упутства.
Опције лечења укључују: језичку терапију, часове специјалног образовања за децу у школи и психолога ако су присутни пратећи проблеми у понашању.

## Психопатологија језика
Посебну класу језичких поремећаја проучава психопатологија језика. Теме од интересовања крећу се од једноставне говорне грешке до говора у сновима и схизофазије.

## Поремећаји језика у детињству
Током детињства најчешћи тип поремећаја у комуникацији је језички поремећај. У већини случајева, развој језика је предвидљив и упућивање на евалуацију може бити потребно у случајевима када је развој језика детета нетипичан. Језички поремећаји код деце су присутни када дете доживљава значајне тешкоће у језичком развоју. Међу малом децом, језички поремећаји су повезани са већом стопом друштвених потешкоћа и анксиозности.

### Специфично оштећење језика
Специфично оштећење језика (СОЈ) је развојни језички поремећај код деце који нема познат узрок и не може се приписати било каквом физичком или менталном хендикепу, факторима околине као што су депривација, губитак слуха или било које друге основне етиологије. Одликује се абнормалним развојем језика који укључује кашњење у почетку језика, поједностављење граматичких структура и потешкоће са граматичком морфологијом, ограничен речник и проблеме у разумевању сложеног језика. Деца са СОЈ имају тенденцију да почну да говоре касније и имају мањи речник од својих вршњака. Међу језичким поремећајима који су присутни у детињству, СОЈ је један од најчешћих, који погађа отприлике 7% деце. Док деца са специфичним језичким оштећењем имају потешкоћа са производњом језика, примећено је да имају нормалан ниво интелигенције.

## Поремећај спектра аутизма
Поремећај аутистичног спектра (АСД) је термин који се користи да дефинише групу развојних поремећаја које карактеришу поремећаји у комуникацији и друштвеним способностима, ограничен контакт очима, испољавање понашања које се понавља и ограничена интересовања. Због чињенице да аутизам утиче на комуникацију и друштвене интеракције, језик је у већини случајева погођен.